# Cortinarius viscilaetus
Cortinarius viscilaetus är en svampart som beskrevs av Soop 2001. Cortinarius viscilaetus ingår i släktet Cortinarius och familjen spindlingar.   Inga underarter finns listade i Catalogue of Life.